# Bells (Texas)
Bells es un pueblo ubicado en el condado de Grayson en el estado estadounidense de Texas. En el Censo de 2010 tenía una población de 1.392 habitantes y una densidad poblacional de 243,3 personas por km².

## Geografía
Bells se encuentra ubicado en las coordenadas 33°37′00″N 96°24′46″O / 33.61667, -96.41278. Según la Oficina del Censo de los Estados Unidos, Bells tiene una superficie total de 5.72 km², de la cual 5.72 km² corresponden a tierra firme y (0%) 0 km² es agua.

## Demografía
Según el censo de 2010, había 1.392 personas residiendo en Bells. La densidad de población era de 243,3 hab./km². De los 1.392 habitantes, Bells estaba compuesto por el 93.32% blancos, el 0.93% eran afroamericanos, el 2.37% eran amerindios, el 0.07% eran asiáticos, el 0% eran isleños del Pacífico, el 0.5% eran de otras razas y el 2.8% pertenecían a dos o más razas. Del total de la población el 3.02% eran hispanos o latinos de cualquier raza.